# Lysrörslampa

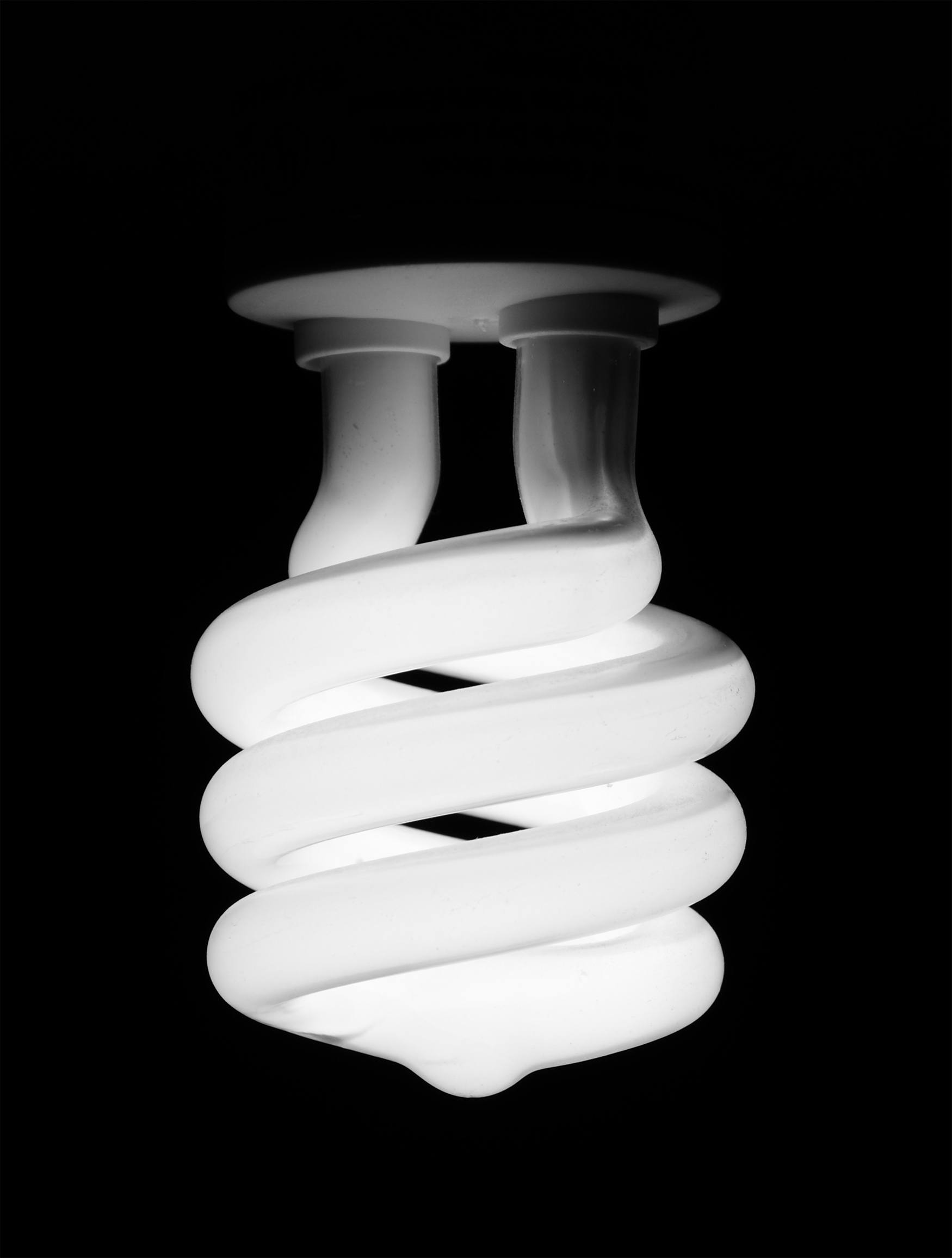
Rören i lampan kan även vara spiralformade.

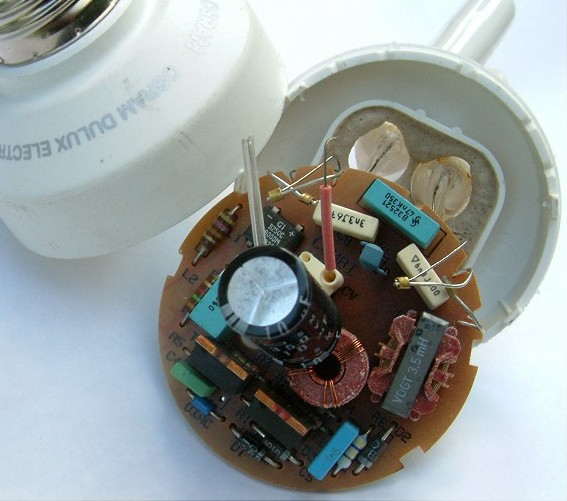
En bild på en öppnad lysrörslampa som visar ett litet kretskort som används för att lysrörslampan ska fungera.

En lysrörslampa (tidigare lågenergilampa) är ett litet böjt lysrör med E14-, E27-skruvsockel eller bajonettsockel, och med driftdonen inbyggda i sockeln istället för i armaturen såsom är fallet med vanliga lysrör. De vanligaste effekterna är mellan 3 och 20 watt men förekommer som 27 och 50 watt.
När lamptypen marknadsfördes på bred front kallades den lågenergilampa, men i och med tillkomsten av andra tekniker (LED-lampor och induktionslampor) som även de är effektivare än vanliga glödlampor talar man nu om lysrörslampor.

## Historik
Principerna bakom fluorescerande ljus är kända sedan den franske fysikern Edmond Becquerels experimenterande 1857, men den moderna lysrörslampan kunde inte konstrueras innan miniatyriseringen av elektroniken nått tillräckligt långt för att driftdon fick plats i sockeln vilket skedde på 1970/80-talen, med lampor kommersiellt tillgängliga senast 1982.

## Modeller
Nakna tuber: dubbeltub, trippeltub, och kvadrupeltub, spiral, mini-spiral, 2-D, cirkelformad. 
Täckta: normal, kron-, klot-, glob-, reflektor- och PAR38, i ungefär samma format som motsvarande glödlampor. 
De nakna modellerna kan blända något. De täckta modellerna med extra ytterkolv har ofta ett behagligare ljus men kan i gengäld ge något mindre ljus per watt än de nakna.
Lysrörskoder: Lysrörslampor är liksom lysrör kodade efter färgtemperatur och färgåtergivning, med beteckningar som t.ex. 827, 830, 840 eller 865. Första siffran i varje kod indikerar färgåtergivningen, Ra (i standardlysrör 80+, oftast runt 83) och de två sista siffrorna färgtemperaturen i Kelvin (2700 K = varmvit, 3000 K = vit, 4000 K = kallvit respektive 6500 K = dagsljus). 

## Jämförelse med vanlig glödlampa
För att förklara lysrörslampans egenskaper används glödlampan som referens vid jämförelse.

### Färgåtergivning
Liksom de flesta standardlysrör har lysrörslampor något sämre kvalitativa ljusegenskaper än glödlampor och halogenlampor, bland annat sämre färgåtergivning (Ra 82). Denna mellankvalitetsklass kallas i Sverige för "fullfärg", för att skilja dem från den äldre sortens "enkelfärgslysrör" som tidigare var standard för lysrör. Vissa specialaffärer och nätbutiker säljer så kallade 'fullspektrumlampor' med bättre färgåtergivning (Ra 91–96) men något sämre ljusutbyte per watt och högre pris på grund av att de innehåller fler lysämnestyper. Dessa kallas "fullfärg special" i Sverige.

### Livslängd
Lysrörslampor ska hålla 6–15 gånger så länge som vanliga glödlampor. Dock kan livslängden variera kraftigt mellan olika märken, modeller och lampor, samt beroende på hur och var de används. "Den specificerade livslängden gäller inte om lampan ständigt tänds och släcks, eller om temperaturen är för låg." Vanligtvis klassas lysrörslampor inom intervallet 6 000 till 15 000 timmar medan vanliga glödlampor har en beräknad livslängd på 750 till 1000 timmar

### Energieffektivitet
En lysrörslampa omvandlar mindre andel av strömmen till värme, och ger därför mer synligt ljus per watt än glödlampan. Hur mycket mer varierar mellan olika lampor och beror även på var de används. Benämningen ”lågenergilampa” är missvisande då lampor med lika eller bättre effektivitet existerar, exempelvis lysdiodlampor. Även kvicksilverlampor och natriumlampor är energieffektivare, men de är olämpliga inomhus på grund av dålig färgåtergivning och är därigenom ingen direkt konkurrent till lysrörslampan. Effektiviteten sjunker också i viss mån med drifttiden: se Ljusutbyte och energieffektivitet nedan.

### Värme och avkylning
Då en vanlig glödlampa även fungerar som ett element innebär det att ett utbyte mot en lysrörslampa gör att värme kommer att minskas i byggnaden. För byggnader i varma klimat eller industrier som använder sig av luftkonditionering för att kyla byggnaden skulle en byte till lysrörslampor innebära besparingar på grund av minskad energiåtgång och belastning för att kyla byggnaden. I ett kallare klimat måste glödlampans värme delvis ersättas med annat element eller uppvärmningssystem. Egentliga uppvärmningssystem ger dock värme på mer ändamålsenligt sätt, då glödlampan i första hand värmt taket.

### Inköpspris
Lysrörslampor är dyrare att tillverka än vanliga glödlampor, främst på grund av att de innehåller mer elektronik och kemikalier och är mer komplicerade. Men lysrörslampor är inte dyrare om man ser till dess livslängd och uppfattar dem som annars likvärdiga. EU har sedan 2001 belagt import av lysrörslampor från Kina med en tull. Enligt en undersökning i DN lönar det sig inte att köpa en dyrare lysrörslampa.

## Jämförelse med andra lamptyper
EU rekommenderar att man jämför lumenvärdet (ljusutbytet), som från och med 2010 ska stå angivet på alla lampförpackningar inom EU. Till dess rekommenderar EU tumregeln 1:4. vilket innebär att man bör byta en 60 W glödlampa mot en 15 W lysrörslampa.
Tidigare konverteringstabeller ansåg 11:2 ge motsvarande ljusstyrka, men en naken 11 W lysrörslampa av god kvalitet bara ger cirka 630 lumen mot glödlampans 860 lumen. Dessutom togs inte hänsyn till att lampor av lägre kvalitet och täckta modeller ofta ger ännu mindre. Vidare bör man ta till en något ljusstarkare lysrörslampa då dess ljustyrka, till skillnad från glödlampans, sjunker relativt snabbt med brinntiden och då speciellt de första 1 000 timmarna. Graden av försämring är starkt fabrikatsberoende, men billigare lampor tenderar att försämras fortast. Redan efter 1 000 timmars brinntid kan en del lampors ljusstyrka ha halverats. När ljusstyrkan sjunker minskar i viss mån även effektiviteten.
| Jämförelse[källa behövs] | Jämförelse[källa behövs] | Jämförelse[källa behövs] | Jämförelse[källa behövs] | Jämförelse[källa behövs] | Jämförelse[källa behövs] | Jämförelse[källa behövs] |
| ------------------------ | ------------------------ | ------------------------ | ------------------------ | ------------------------ | ------------------------ | ------------------------ |
|                          | Glödlampa                | Halogen                  | Lysrörslampa             | LED (allmän)             | LED (Philips)            | LED (Philips L-Prize)    |
| Energianvändning         | 60 W                     | 42 W                     | 13 W                     | 9 W                      | 12,5 W                   | 10 W                     |
| Lumen                    | 860                      | 570                      | 660                      | 900                      | 800                      | 940                      |
| Lumen/Watt               | 14,3                     | 13,6                     | 50,8                     | 100                      | 64                       | 94                       |
| Färgtemperatur Kelvin    | 2700                     | 3100                     | 2700                     | 3000                     | 2700                     | 2700                     |
| Färgåtergivningstal      | 100                      | 100                      | 82                       | >75                      | 85                       | 92                       |
| Livslängd (timmar)       | 2 000                    | 3 500                    | 8 000                    | 25 000                   | 25 000                   | 30 000                   |

## Nackdelar

### Starttid
Moderna lysrörslampor med högfrekvensdriftdon flimrar inte men tar vanligen mellan 1 och 7 minuter att värmas upp och nå full ljusstyrka i rumstemperatur.  högfrekvensdriftdon passar bäst där man har tänt hela dagarna, till exempel i korridorer på arbetsplatser. 

### Hälsopåverkan
Enligt Europeiska kommissionen Scientific Committee on Emerging and Newly Identified Health Risks (SCENIHR) år 2008 kan lysrörslampor vara en hälsorisk på grund av det ultravioletta och blå ljus som avges. Denna strålning kan förvärra symtomen hos personer som redan lider hudåkommor som gör dem extremt känsliga för ljus.

### Miljöpåverkan

#### Kvicksilver
Alla lysrörslampor av lysrörstyp innehåller det giftiga och miljöfarliga grundämnet kvicksilver och skall därför källsorteras och återvinnas.
Eftersom kvicksilver lätt tas upp av kroppen och vid upprepad exponering kan leda till kvicksilverförgiftning, bör trasiga lysrörslampor hanteras med försiktighet, i synnerhet om de går sönder då de är heta och kvicksilvret är i gasform. Kemikalieinspektionen har på sin hemsida rekommendationer om vad som bör göras vid en sådan situation.

#### Trasiga och använda lysrörslampor
Skulle en lampa gå sönder läcker kvicksilvret ut och gasformigt kvicksilver som lätt tas upp vid inandning kan spridas i rummet. På grund av detta har energimyndigheten skapat en lista över vad som bör göras om det skulle inträffa. Förfarandet skiljer sig åt om det är en kall eller varm lampa, där det är viktigt att oavsett fall inte använda dammsugare då detta kan sprida kvicksilvret i luften.
Om en kall lampa går sönder: 1. Samla upp lampresterna till exempel med en bit styvt papper eller kartong och lägg dem i en glasburk med lock. 2. Torka därefter golvet med en liten, fuktig trasa. 3. Lägg sedan även trasan i glasburken, Förslut burken och märk den, till exempel med texten ”kan innehålla kvicksilver från en lågenergilampa”. 4. Lämna burken till returhantering som är avsedd för miljöfarligt avfall.
Om en varm lampa går sönder: 1. Stäng dörrar till rummet där lampan gått sönder. 2. Ventilera rummet genom att till exempel öppna ett fönster och lämna rummet. Den europeiska lampbranschorganisationen (ELC) rekommenderar att man lämnar rummet i 20-30 minuter. 3. När lampresterna har svalnat ska du samla upp dem på samma sätt som i beskrivningen ovan av hur en trasig kall lampa hanteras.

### Konstruktions- och användningsproblem
Målet med utvecklingen av lysrörslampor var lång livslängd och hög effektivitet. Dock finns det ett antal nackdelar som följt med användandet av tekniken.

#### Storlek
Lysrörslampor med effekt över 12 W är ofta större än glödlampor med samma ljusutbyte. Det kan hända att de inte får rum i armatur byggd för glödlampor.

#### Temperaturkänslighet
Lysrörslampor bör enligt vissa bara användas i välventilerade armaturer, eftersom temperaturen i slutna armaturer snabbt kan stiga till nivåer som drastiskt förkortar livslängden på elektroniken. De kan klara kyla ner till ca -30 grader C, dock med sämre ljusstyrka, vilket ger mindre besparing. Vissa lågbudgetlampor tänds inte alls om det är för kallt. Temperaturkänsligheten kan dock skilja mellan olika märken och modeller. Vissa modeller är speciellt gjorda för att tåla extra höga eller extra låga temperaturer. 

#### Dimbarhet
Vanliga lysrörslampor fungerar inte med vanliga ljussensorer, dimrar med mera. Detta beror på att denna typ av utrustning brukar ges i en varierad spänning, vilket fungerar bra för att sänka en glödlampas ljusstyrka men inte ger samma effekt på en lysrörslampa, där den tvärtom kan mångfaldiga strömförbrukningen och orsaka att lampan överhettas. Man måste därför använda ljussensorer och dimrar som är särskilt avsedda för lysrör och lysrörslampor, alternativt köpa dimbara lysrörslampor. Färgåtergivningen blir också kallare när det dimmas, inte varmare som när man dimmar en glödlampa eller halogenlampa.